# Sangaris concinna
Sangaris concinna là một loài bọ cánh cứng trong họ Cerambycidae.